# Distretto di Naka (Ibaraki)
Il distretto di Naka (那珂郡, Naka-gun?) è uno dei distretti della prefettura di Ibaraki, in Giappone.
Fa parte del distretto solo il comune di Tōkai.
| Controllo di autorità | VIAF (EN) 141903481 · LCCN (EN) n81074235 · J9U (EN, HE) 987007566842905171 · NDL (EN, JA) 00643851 |